# Luis Estévez Pinto
Luis Estévez Pinto es un deportista cubano que compitió en piragüismo en la modalidad de aguas tranquilas. Ganó dos medallas de oro en los Juegos Panamericanos de 1991.

## Palmarés internacional
| Juegos Panamericanos | Juegos Panamericanos | Juegos Panamericanos | Juegos Panamericanos |
| Año                  | Lugar                | Medalla              | Competición          |
| -------------------- | -------------------- | -------------------- | -------------------- |
| 1991                 | La Habana (Cuba)     | Medalla de oro       | K2 1000 m            |
| 1991                 | La Habana (Cuba)     | Medalla de oro       | K4 1000 m            |